# العلاقات السويدية السورية
العلاقات السويدية السورية هي العلاقات الثنائية التي تجمع بين السويد وسوريا.

## مقارنة بين البلدين
هذه مقارنة عامة ومرجعية للدولتين:
| وجه المقارنة                                              | السويد                                                                               | سوريا                    |
| --------------------------------------------------------- | ------------------------------------------------------------------------------------ | ------------------------ |
| المساحة (كم2)                                             | 450.30 ألف                                                                           | 185.18 ألف               |
| عدد السكان (نسمة)                                         | 10.16 مليون                                                                          | 18.27 مليون              |
| الكثافة السكانية (ن./كم²)                                 | 22.56                                                                                | 98.66                    |
| العاصمة                                                   | ستوكهولم                                                                             | دمشق                     |
| اللغة الرسمية                                             | اللغة السويدية، لغات السامي، اللغة الفنلندية، منكيلي، اللغة الرومنية، اللغة اليديشية | اللغة العربية            |
| العملة                                                    | كرونة سويدية                                                                         | ليرة سورية               |
| الناتج المحلي الإجمالي (بليون دولار)                      | 538.04 مليار                                                                         | 60.20 مليار              |
| الناتج المحلي الإجمالي (تعادل القوة الشرائية) بليون دولار | 469.01 مليار                                                                         |                          |
| الناتج المحلي الإجمالي الاسمي للفرد دولار أمريكي          | 50.58 ألف                                                                            |                          |
| الناتج المحلي الإجمالي للفرد دولار أمريكي                 | 45.30 ألف                                                                            |                          |
| مؤشر التنمية البشرية                                      | 0.907                                                                                | 0.594                    |
| رمز المكالمات الدولي                                      | +46                                                                                  | +963                     |
| رمز الإنترنت                                              | .se                                                                                  | .sy                      |
| المنطقة الزمنية                                           | توقيت وسط أوروبا، ت ع م+01:00، ت ع م+02:00، أوروبا/ستوكهولم ‏                         | ت ع م+02:00، ت ع م+03:00 |

## منظمات دولية مشتركة
يشترك البلدان في عضوية مجموعة من المنظمات الدولية، منها:
| علم المنظمة | اسم المنظمة                               | تاريخ انضمام السويد | تاريخ انضمام سوريا |
| ----------- | ----------------------------------------- | ------------------- | ------------------ |
|             | مؤسسة التنمية الدولية                     | 24 سبتمبر 1960      | 28 يونيو 1962      |
|             | يونسكو                                    | 23 يناير 1950       | 16 نوفمبر 1946     |
|             | وكالة ضمان الاستثمار متعدد الأطراف        | 12 أبريل 1988       | 14 مايو 2002       |
|             | الأمم المتحدة                             | 19 نوفمبر 1946      | 24 أكتوبر 1945     |
|             | الاتحاد البريدي العالمي                   | ?                   | ?                  |
|             | البنك الدولي للإنشاء والتعمير             | 31 أغسطس 1951       | 10 أبريل 1947      |
|             | المنظمة الهيدروغرافية الدولية             | ?                   | ?                  |
|             | الاتحاد الدولي للاتصالات                  | 1866                | 12 يناير 1924      |
|             | منظمة حظر الأسلحة الكيميائية              | ?                   | ?                  |
|             | مؤسسة التمويل الدولية                     | 20 يوليو 1956       | 28 يونيو 1962      |
|             | المركز الدولي لتسوية المنازعات الاستشارية | 28 يناير 1967       | 24 فبراير 2006     |
|             | منظمة الشرطة الجنائية الدولية             | ?                   | ?                  |

## أعلام
هذه قائمة لبعض الشخصيات التي تربطها علاقات بالبلدين:
- بشارة (23 يناير 2003 – )
- جوان يوسف (17 مارس 1984 – )
- جورج مراد (لاعب كرة قدم، 18 سبتمبر 1982[20] – )
- جيمي دورماز (لاعب كرة قدم سويدي، 22 مارس 1989[21] – )
- سرجون أبراهام (7 فبراير 1991 – )
- سليم الفقير (27 أكتوبر 1981 – )
- شربل كوركيس (لاعب كرة قدم سويدي، 28 سبتمبر 1993[22] – )
- شريستي يوسف (لاعب كرة قدم سويدي، 1 ديسمبر 1987[23] – )
- عدنان عمران (9 أغسطس 1934 – )
- غابرييل سومي (لاعب كرة قدم سويدي، 24 أغسطس 1991[24] – )
- فداء السيد (ناشطة حقوقية سورية، 15 يناير 1985 – )
- لؤي شنكو (لاعب كرة قدم سويدي، 29 نوفمبر 1979[25] – )
- محمد بسام عمادي (دبلوماسي سوري، 1950 – )
- ميكائيل اسحاق (لاعب كرة قدم، 31 مارس 1993[26] – )
- نور الرفاعي (14 نوفمبر 1987[27] – )

## وصلات خارجية
- موقع وزارة الخارجية السويدية